# Электронный факторинг
Электронный факторинг (EDI-факторинг, цифровой факторинг, онлайн-факторинг) — разновидность факторинговых операций, при которых процедура финансирования контрактов по поставке товаров или услуг с отсрочкой платежа производится с использованием высокотехнологичных сервисов и систем электронного документооборота. Иными словами, электронный факторинг — технология, при которой сведения о денежных требованиях, подтвержденные электронной цифровой подписью клиента, поступают фактору в электронном виде по защищенным каналам связи.
Электронный факторинг может быть локальным, когда на компьютеры пользователей устанавливается специальное программное обеспечение, так и облачным — пользователи регистрируются на единой онлайн-платформе и производят действия в личном кабинете. В ближайшее время факторинговые системы будут все больше интегрироваться с мобильными устройствами и приложениями, а также электронными системами документооборота. Факторинговые платформы развиваются более активно, так как проще в эксплуатации: нет требований к технической оснащенности, от пользователя требуются только доступ в Интернет и наличие электронной подписи.
Основное отличие факторинговой платформы от других решений — это техническая и юридическая независимость от участников сделки (фактора, клиента, дебитора).

### Преимущества электронного факторинга
- Повышение доступности международного факторинга. В мире большое распространение получает цифровизация факторинговых операций, крупные компании разрабатывают свои решения для перевода в онлайн сделок коммерческого финансирования.[4] В начале 2021 года была проведена первая для России международная факторинговая сделка в 100% онлайн-режиме[5].
- Снижение стоимости факторинговых услуг для клиентов[6].
- Возможность получения факторингового финансирования для региональных поставщиков на тех же условиях, что и для клиентов, расположенных в крупных городах[7].
- Скорость процесса согласования[8]. Отсутствие необходимости пересылки и визирования бумажной документации сокращает срок рассмотрения сделок. Так, ряд площадок называет сроки рассмотрения от 2-3 часов[9] до нескольких рабочих дней[10].
- Снижение затрат факторов на верификацию сделок, возможность для дебиторов эффективно управлять кредиторской задолженностью, а для поставщиков — получать оплату без отсрочек[11].
- Возможность заключения рамочного соглашения о сотрудничестве и встраивания онлайн-финансирования в систему закупок крупного заказчика, благодаря которому на всех поставщиков и подрядчиков распространяются выгодные условия выдачи и лимит финансирования.

### Проблемы реализации электронного факторинга в России
- Низкая информированность региональных клиентов об услуге факторинга[12]. Так, на конец 1 полугодия 2018 г на долю клиентов из Москвы, Центрального ФО и Санкт-Петербурга приходилось 56,4 % всего выданного финансирования[13], на конец 1 полугодия 2019 года — 59,8 %[14].
- Необходима интеграция с системами ЭДО и локальными системами учета. Для электронного факторинга нужно, чтобы все стороны сделки вели учет операций в одной системе[15].
- Недоверие клиентов к цифровизации и полностью электронным системам[16].

### Развитие электронного факторинга в России
Попытки автоматизировать часть операций по факторингу начались в России еще в конце первого десятилетия XXI века, но в большинстве случаев речь шла только о цифровизации «внутренних» операций банка или факторинговой компании. В ряде случаев в электронный режим проводилось взаимодействие с клиентом на базе действующих программ банк-клиент.
После 2015 года начинается активное внедрение автоматизированных систем ведущими факторинговыми компаниями России.
В 2020 году в связи с эпидемией коронавируса и принятыми в связи с этим ограничениями электронный факторинг начал бурно развиваться. На необходимость и перспективность цифровизации финансовых услуг обратили внимание органы власти, многие факторинговые компании, особенно в отдаленных регионах, частично или полностью заменили документооборот по сделкам на электронный.

### Виды решений в сфере электронного факторинга в России
Отрасль электронного факторинга в России активно развивается. В 2019 году многие представители факторинговых компаний высказывались в пользу внедрения автоматизированных решений.
Решения электронного факторинга по глобальности цифровизации можно разделить на две группы:
- Частичный электронный факторинг — факторинговые операции, при которых часть этапов рассмотрения заявки и выдачи финансирования переведена в цифровой режим. Абсолютное большинство российских факторинговых платформ можно отнести к этой группе.
- Полного цикла — факторинговые платформы, на которых в цифровой режим переведены все этапы сделки — заключение договоров, обработка и выдача финансирования, а также последующее сопровождение и учет. Участие человека заключается только в андеррайтинге заявок. Примеры: FactorPlat, GetFinance.

Также выделяют группы факторинговых платформ по отраслям или количеству действующих факторинговых компаний:
- Однофакторные — наиболее многочисленная группа. Это решения, которые разрабатываются и внедряются непосредственно факторинговой организацией и призваны обеспечить автоматизацию процесса взаимодействия между сторонами сделки. На такой платформе клиенты могут получать финансирование только от одной факторинговой компании. Подобные решения разработаны Альфа-банком, ГК Открытие, Сбербанком, Газпромбанком и другими крупными финансовыми организациями.
- Отраслевые — факторинговые платформы, разработанные для финансирования поставщиков одного или группы дебиторов, объединенных направлением деятельности. В качестве примера можно привести электронные решения от компании РЖД.
- Мультифакторные платформы — единое информационное пространство, открытое для любого числа финансирующих организаций. Мультифакторная платформа не ограничивает клиента предложением одной факторинговой компании и является «финансовым супермаркетом»[21], аналогом маркетплейса в факторинге[22].